# Yu So-chow
Yu So-chow (于素秋, 9 juillet 1930 - 12 mai 2017) est une actrice chinoise, fille de Yu Jim-yuen, maître de l'académie dramatique de Chine, une école d'opéra de Pékin basée à Hong Kong, qui a formé de nombreux acteurs et actrices connus.
Commençant sa carrière en 1948, elle est apparue dans plus de 240 films de genres divers (wuxia, arts martiaux, action, policier, et adaptation d'opéra). Sa popularité culmine entre 1963 et 1966, quand elle fait au moins trente films en un an, et elle est l'un des actrices les plus populaires à Hong Kong et en Asie à cette époque. À ce jour, elle détient toujours le record du plus grand nombre d'apparition dans des wuxia avec 170 films.

## Biographie
Yu commence à étudier l'opéra de Pékin à l'âge de huit ans et fait ses débuts sur scène à l'âge de neuf ans. Elle se spécialise dans les rôles de guerrière dans lesquels elle peut montrer son jeu de jambes en continuant de jongler tout en esquivant douze lances tuo shou à crinières rouges, ce que l'on voit dans l'un de ses plus célèbres opéras, Le Serpent blanc (白蛇傳), et dans le film L'Amazone en mer (海上女霸王, 1951).
Elle joue dans son premier film en 1948 et est l'une des trois seules actrices des années 1950 à vraiment connaître les arts martiaux. Hors de l'écran, elle est également une héroïne : à l'âge de seize ans, elle affronte seule un groupe de voyou dans les rues de Shanghai avec uniquement pour arme une ceinture de soie.
Ses premiers films wuxia de 1948 à 1957 sont tournés en mandarin et en cantonais (la langue de Hong Kong) et les scénarios ont pour but d'accroître la coopération entre les arts martiaux du nord et du sud, comme dans L'Héroïne aux fléchettes mortelles (女俠響尾追魂鏢) en 1956. Ces wuxia remarquables sont principalement basés sur des romans de wuxia, par exemple L'Incendie du monastère du Lotus rouge Parties 1 & 2 (火燒紅蓮寺) en 1950, L'Épingle dorée Parties 1 & 3 (碧血金釵) en 1963, La Paume de Bouddha (如來神掌), un film en quatre parties, en 1964 et L'Incendie de la ville de Pingyang (火燒平陽城) en 1965.
Ses prestations dans l'opéra cantonais sont très différentes. Elle apporte un jeu tiré de l'opéra de Pékin, dans lequel elle effectue beaucoup de jeu de jambes, comme dans Suet Ting Shan and Fan Lai Hua - Rencontre sur la rivière aux mauvaises herbes (蘆花河會母) en 1961, Donner naissance sur le pont - Le Serpent blanc (斷橋產子) en 1962 et Comment Zhong Wuyan a conquis l'Occident (鍾無艷掛帥征西) en 1962. Elle joue aussi des personnages masculins comme dans L'Éxecution de Lui Po (白門樓斬呂布) en 1961, Deux chasseurs dans une poursuite (文武狀元爭彩鳳) en 1962 et Les Beautés (陣陣美人威) en 1964.
Outre les films d’action, elle fait quelques rares films contemporains et mélodramatiques, par exemple Romance d'une nuit d’été (夏夜之戀) en 1953, Célibataires, méfiez-vous (溫柔鄉) en 1960  et Deux dames bavardes du nord et du sud (南北鐵咀雞) en 1965. Ses rôles surprenants dans La Grande revanche Parties 1 & 2 (灕江河畔血海仇) (1963) et Paradis, enfer et palais de cristal (天堂地獄水晶宮) (1965) ne nuisent pas à sa popularité, ni ne contrarient son public mais lui font au contraire gagner son cœur. Son dernier film majeur est tourné à Taïwan (Le Décret du dragon de feu (血火龍令) en 1968) et elle fait une apparition dans Agent secret n°1 (神探一號) en 1970.
En 2004, Yu est l’une des célébrités honorées sur l'Avenue des Stars de Hong Kong.
Elle meurt le 12 mai 2017, à l'âge de 86 ans, d'une pneumonie.

## Filmographie partielle
- La Revanche du grand sabreur assassin Zhang Wenxiang (大俠復仇記) (1949)
- Les Cinq héros aux lances mortelles (五虎斷魂槍) (1951)
- Histoire de trois amants Parties 1 & 2 (啼笑姻緣上下集) (1952)
- L'Héroïne du mont Emei (峨嵋女俠 ) (1952)
- Les Sabreurs dragon-phénix (龍鳳雙劍俠) (1957)
- L'étrange héros qui vainc le dragon (怪俠赤屠龍) (1960)
- Conquête (無敵楊家將) (1961)
- Le Livre secret Partie 1 (仙鶴神針上下三集) (1961)
- La Milice du village Parties 1 & 2 (魔鏡神珠上下集) (1962)
- Le Monstre aux cheveux blonds (黃毛怪人) (1962)
- La Naissance du roi singe (馬騮精出世) (1962)
- La Route vers l'Occident (唐三藏取西經) (1962)
- Épées ingénieuses Parties 1 & 2 (白骨陰陽劍上下集) (1962)
- L'Incendie du monastère du Lotus rouge Parties 1 & 2 (火燒紅蓮寺上下集) (1963)
- Le Vaillant Pan An (武潘安) (1963)
- L'Oie sauvage de fer Parties 1 & 2 (鐵雁霜翎上下集) (1963)
- Le Tigre en chasse (臥虎藏龍) (1963)
- Pat cham lau lan sai pat wan (不斬樓蘭誓不還) (1963)
- Fleurs de printemps (花開富貴錦城春) (1964)
- Le Renard volant (萬變飛狐) (1964)
- L'Enfant invincible Fang Shiyu (無敵神童方世玉) (1965)
- La Flûte toute puissante Parties 1 & 2 (簫聲震武林上下集) (1965)
- Le Héros des terres centrales (中原奇俠) (1966)
- Le Dragon de feu et la Perle mythique (火龍神珠) (1966)
- Jours héroïques de la grande dynastie Ming (斷臂神龍劍) (1966)
- Le Conte des vengeurs Parties 1 & 2 (鐵血恩仇錄上下集) (1966)